# Андрокл (цар Мессенії)
Андрокл (дав.-гр. Ἀνδροκλῆς) — цар Мессенії близько 785—758 років до н. е.

## Життєпис
Походив з роду Епітідів, гілки династії Гераклідів. Син царя Фінта. Владу успадкував разом з братом Антіохом. Більшістю сучасних дослідників вважається тотожнім олімпіоніку Андроклесу, що переміг на 3-й Олімпіаді 768 року до н. е. в бігу.
Поступово посилювалися прикордонні сутички між мессенцямиі спартіатами, викликані агресивною зовнішньою політикою останніх. Приводом до війни стала вимога Спарти видати мессенця Поліхара. Останній здійснював грабіжницькі напади на Лаконіку як помста за пограбування (череди корів) і вбивство сина спартіатом Евафномом.
Мессенських царі зібрали загальні збори (апеллу) для вирішення цього питання. Антіох підтримав ідею відмовити Спарті, оскільки це б зменшило вагу Мессенії. При цьому зважалося на те, що Похір був олімпіоніком. Андрокл навпаки пропонував видати Поліхара (причини цьому за спартанською версією — гнів Андрокла на Поліхара за жахливий і безбожний вчинок, за більш правдоподібною — побоювання війни з більш могутньою Спартою). Ця суперечка між братами спричинила відкриту сутичку, в якій Андрокл загинув. Це сталося близько 758/756 року до н. е. (за іншою хронологією — 746 року до н. е.). Його брат Антіох став одноосібним володарем Мессенії.